# Newark (Teksas)
Newark je grad u američkoj saveznoj državi Teksas. Prema popisu stanovništva iz 2010. u njemu je živjelo 1.005 stanovnika.